# Ross McManus
Ronald Patrick McManus (Birkenhead, 20 oktober 1927 - 24 november 2011) was een Britse zanger en trompettist en de vader van Elvis Costello.

## Jeugd
McManus' vader en oom waren opgegroeid in een weeshuis, waar ze muziekinstrumenten leerden spelen. Beiden werden klassieke orkestmuzikanten. Ross McManus leerde ook viool en trompet spelen, maar ging als jeugdige echter richting jazz. Na de Tweede Wereldoorlog werd hij opgeroepen en gestationeerd in Egypte, waar hij zijn talent als entertainer ontwikkelde. Eenmaal terug in het Verenigd Koninkrijk, trad hij op in clubs. In 1950 speelde hij bop met Ross McManus & the New Music Era. Daarna concentreerde hij zich op zijn werk als zanger en songwriter. In 1955 werd hij gecontracteerd door Joe Loss en zijn orkest en werd hij zanger van een van de succesvolste Britse bigbands sinds de jaren 1940. Tussen 1961 en 1964 hadden ze ook meerdere hits in de Britse hitlijst.

## Carrière
In 1964 nam hij ook de zelf geschreven song Patsy Girl op met de muzikanten van Joe Loss, maar had hiermee geen succes. Pas twee jaar later, toen de song het Europese vasteland had bereikt, werd het een hit. In het bijzonder in Oostenrijk en Duitsland werd de bluebeat-titel een grote hit. Het bleef echter zijn enige succes.
In 1970 nam hij de Beatles-song The Long and Winding Road op onder de naam Day Costello met zijn eigen orkest. Costello was de geboortenaam van zijn grootmoeder. Zijn zoon Declan Patrick gebruikte later ook deze naam als artiestennaam en noemde zich Elvis Costello. Deze had in 1972 ook een optreden in een reclamespot voor de populaire limonadedrank R Whites Lemonade. Tijdens het daaropvolgende jaar schreef en zong Ross McManus de muzikale rock-'n-roll-grondslag voor een verdere spot van dezelfde drank met de titel The Secret Lemonade Drinker, waarbij ook zijn zoon meewerkte. De spot werd in 1974 onderscheiden tijdens het International Advertising Festival en ontwikkelde zich tot een cultreclamefilm. Negen jaar lang werd deze ingezet en tijdens de jaren 1990 nieuw gepubliceerd.
Ross McManus was twee keer als trompettist betrokken bij opnamen van Elvis Costello, waaronder bij A Town Called Big Nothing (1987) van het album Out of Our Idiot en Invasion Hitparade (1991) van het album Mighty Like a Rose.

## Overlijden
Ross McManus overleed op 24 november 2011 op 84-jarige leeftijd.

## Discografie

### Singles
- 1966: Patsy Girl / I'm the Greatest (Ross McManus & the Joe Loss Blue Beats)
- 1966: Girlie, Girlie / Stop Your Playing Around
- 1967: Can't Take My Eyes Off You / If I Were a Rich Man

### Albums
- 1970: Ross McManus Sings Elvis Presley's Golden Hits (heruitgebracht in 1997 als Elvis' Dad Sings Elvis)
- 1972: The Leaving of Liverpool

- Library of Congress Control Number: no2005060296
- MusicBrainz: 088a7c86-b685-422f-bdf4-212800591e73
- Virtual International Authority File: 73588182
- WorldCat: E39PBJwHh3q7HfQTDcmTXb9v73